# 484734 Chienshu
484734 Chienshu este o planetă minoră (asteroid) din centura de asteroizi. A fost descoperită pe 19 decembrie 2008 la Lulin Observatory⁠(d) de  și a fost numită după Shu Chien⁠(d). 
Obiectul prezintă o orbită caracterizată de o semiaxă mare de 2,5558558542062 UAi, o excentricitate de 0,19530924239705, o înclinație de 6,7127044091282 ° în raport cu ecliptica.